# Turistická značená trasa 7298
 Turistická značená trasa 7298 je 1 km dlouhá žlutě značená trasa Klubu českých turistů v okrese Jičín propojující v prostoru Kbelnice turistické trasy vycházející z Jičína. Její převažující směr je západní.

## Průběh trasy
Turistická trasa 7298 má svůj počátek na rozcestí U Bílého mlýna s modře značenou trasou 1856 spojující Jičín s Valdicemi. Hned na svém počátku přechází řeku Cidlinu na západní břeh a kolem ruin Bílého mlýna vstupuje do zástavby Kbelnice. Asi v její třetině vstupuje do souběhu s rovněž modře značenou trasou 1872 z Jičína do Prachova. V něm vede na západní okraj obce k silnici I/35, kde u autobusové zastávky končí.